# Gackeltrappe
Die Gackeltrappe (Afrotis afra) ist eine der 27 Arten der Gattung Afrotis aus der Familie der Trappen (Otididae).

## Aussehen
Gackeltrappen werden bis zu 50 cm groß und wiegen etwa 700 g. Diese Vögel haben ein kräftig geflecktes Muster von dunkelbraunem und weißem Gefieder auf dem Rücken, das weiß umrandet ist und in auffälligem Kontrast zu dem ansonsten schwarzen Körper steht. Der Kopf ist schwarz mit einem weißen Fleck hinter jedem der orange-braunen Augen und einem kleinen gold-braun-weiß gestreiften Schopf von Federn auf dem Hinterkopf. Der Schnabel ist blassrosa mit einer grauen Erhöhung auf dem Oberschnabel. Der Schwanz ist gräulich mit zwei kräftig schwarzen Streifen. Die Beine sind kräftig gelb. Das Gefieder von weiblichen Gackeltrappen ist bräunlicher mit mehr Flecken auf dem Rücken, weißlicher Brust und schwarzem Bauch.

## Verbreitung und Habitat
Gackeltrappen sind in Südafrika heimisch und leben vorwiegend in offenem Grasland und sumpfigen Gebieten.
Ende der 1970er Jahre brüteten Gackeltrappen im Bontebok-Nationalpark, ihre Anzahl war dort jedoch unbeständig.

## Lebensweise
Gackeltrappen ernähren sich von pflanzlichem Material und Insekten. Im Südwesten der ehemaligen Kapprovinz verzehren sie auch Samen der im 19. Jahrhundert eingeführten Acacia cyclops und der Weidenblatt-Akazie und tragen damit wesentlich zur Ausbreitung dieser Arten bei.